# Гейл (кратер)
Гейл (англ. Gale) — це метеоритний кратер на планеті Марс діаметром 154 км. Названий на честь Волтера Фредеріка Гейла, австралійського банкіра, астронома-любителя, який у 1892 році одним із перших дав опис оазам і каналам на Марсі. Кратер утворився близько 3,5—3,8 млрд років тому.

## Особливості
Незвичайною особливістю кратера є висока гора, яка розташована в самому центрі ударної западини і має назву Еоліда, також відома за неофіційною назвою Гора Шарпа. Її висота становить 5—5,5 км над дном кратера. Гора має шарувату структуру, що нагадує осадові породи на Землі.

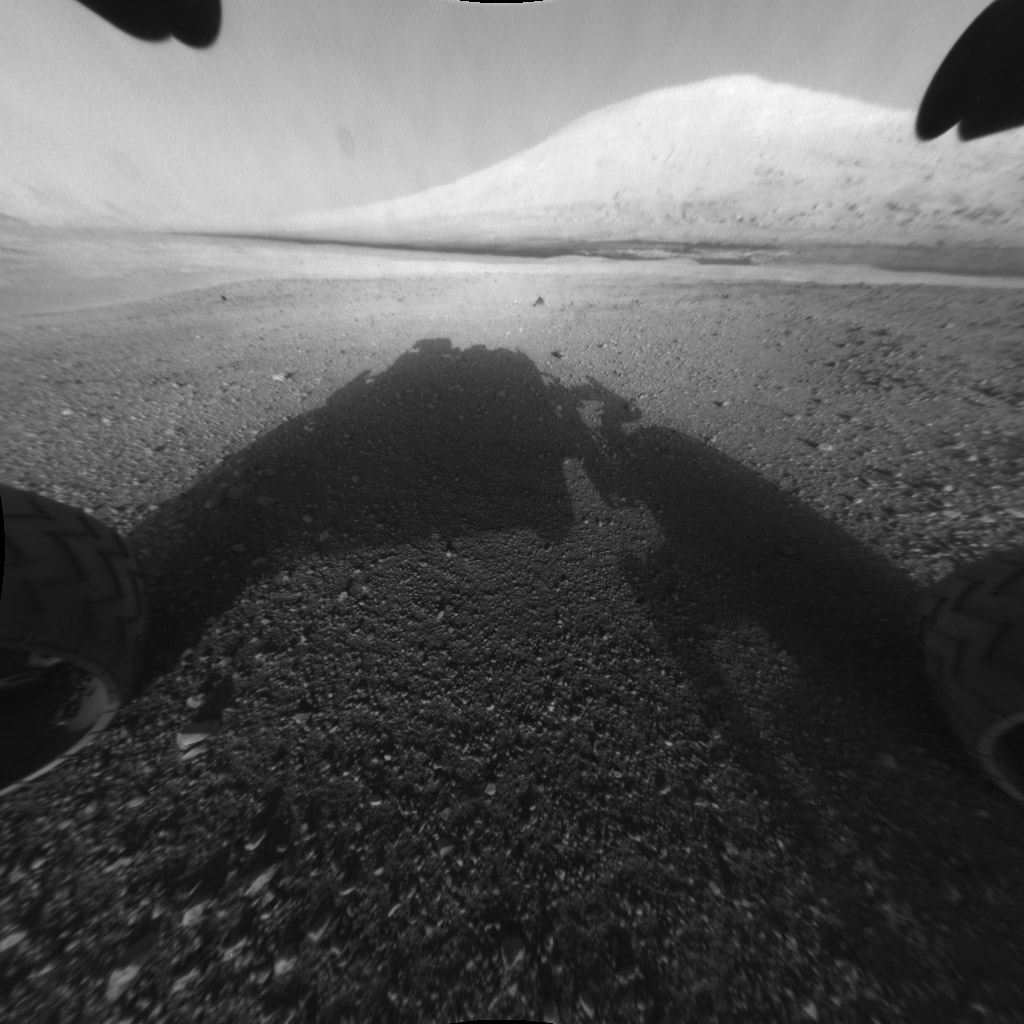
Марсохід «К'юріосіті» біля підніжжя гори Шарпа, 6 серпня 2012 року.

Точного пояснення того, як така велика гора утворилася в центрі кратера, поки немає. За однією з теорій, гора «виросла» за 3,5 млрд років внаслідок впливу погодних та кліматичних умов Марса. Після утворення, в результаті удару якогось космічного тіла, кратер із плином часу заповнювався сумішшю пилу, льоду і багатих сіркою аерозольних часток (результат активної вулканічної діяльності). Процес заповнення відбувався циклічно під впливом зміни нахилу осі обертання Марса (зміна пір року), чергуючись із періодами ерозії. Це відбувалося протягом мільйонів років. Відкладення, особливо більш ранні, у нижній частині гори, трансформувалися під дією сил тяжіння, вітру і вологи. Сніг і лід в насипу частково випаровувалися в атмосферу в результаті сублімації, частково танули, при цьому пилові складові спресувались, пласти ставали більш компактними — тобто відбувався процес діагенезу — переродження опадів в осадових породах шляхом їх ущільнення і перетворення мінеральної речовини внаслідок хімічних реакцій. Поступово насип приростав новими пластами, що вже містять сульфати і глини — результат діагенезу. Час від часу, вітрова ерозія руйнувала частини кургану, але осідали нові відкладення, закриваючи собою більш ранні. У результаті вийшла цікава, з наукової точки зору, структура, шари якої містять величезну кількість інформації про геологічної історії Марса.

## Дослідження

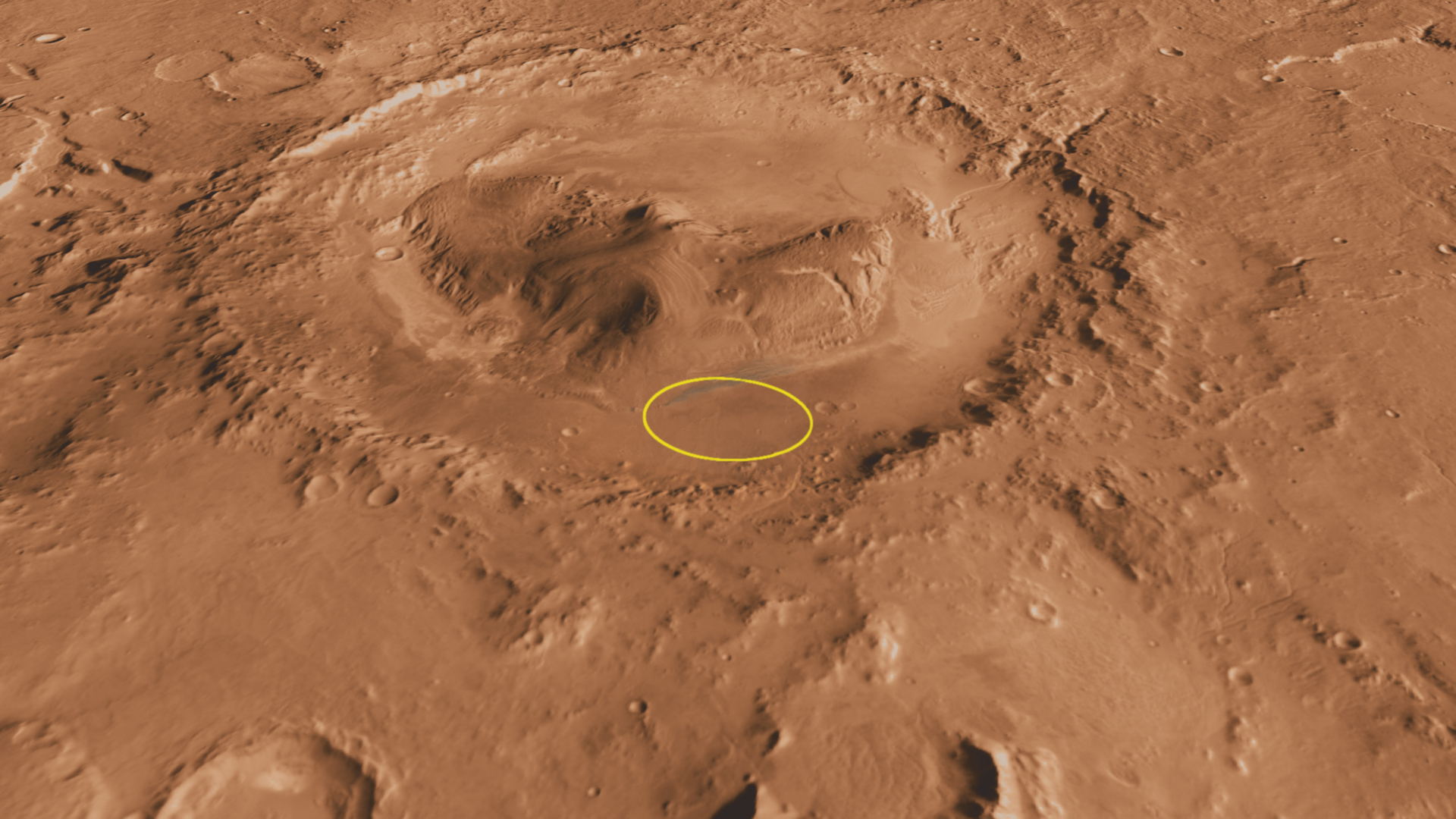
Еліпсом позначено місце висадки «К'юріосіті»

Перші роботи над визначенням місця посадки Марсіанської наукової лабораторії почалися з обрання 33 потенційних місць посадки ровера «К'юріосіті». Вдруге список місць для посадки виріс до 50 позицій, після 2007 року. У кінці обробки їх залишилося шість. Під час третього «фільтрування» в списку залишилося чотири місця для посадки на Марсі. Під час четвертого обговорення місця посадки марсохода було проведено після вересня 2010 року, п'ятий семінар був проведений 16—18 травня 2011 року. 22 липня 2011 року було оголошено, що місцем посадки місії Марсіанської наукової лабораторії вибрано кратер Ґейла.
«К'юріосіті» був запущений з мису Канаверал 26 листопада 2011 року в 15:02:00 UTC (18:02:00 за київським часом) з майданчика LC-1SLC-41 Станції ВПС США і приземлився в кратері 6 серпня 2012 року. Найважливішими результатами його досліджень в кратері Ґейла стали:
- 7 серпня 2012 року (сол 1) — марсохід передав на Землю першу кольорову фотографію Марса, зроблену камерою MAHLI, а також серію з 297 кольорових знімків низької роздільної здатності (192 × 144 пікселів), з яких було змонтовано відеоролик зниження й посадки марсохода. Ці знімки було зроблено під час зниження апарата в кратер Ґейла камерою MARDI, спрямованою вниз;
- 30 травня 2024 року, «К'юріосіті» виявив в каналі Гедіз Валліс кристали сірки в чистому вигляді[1].

## Галерея

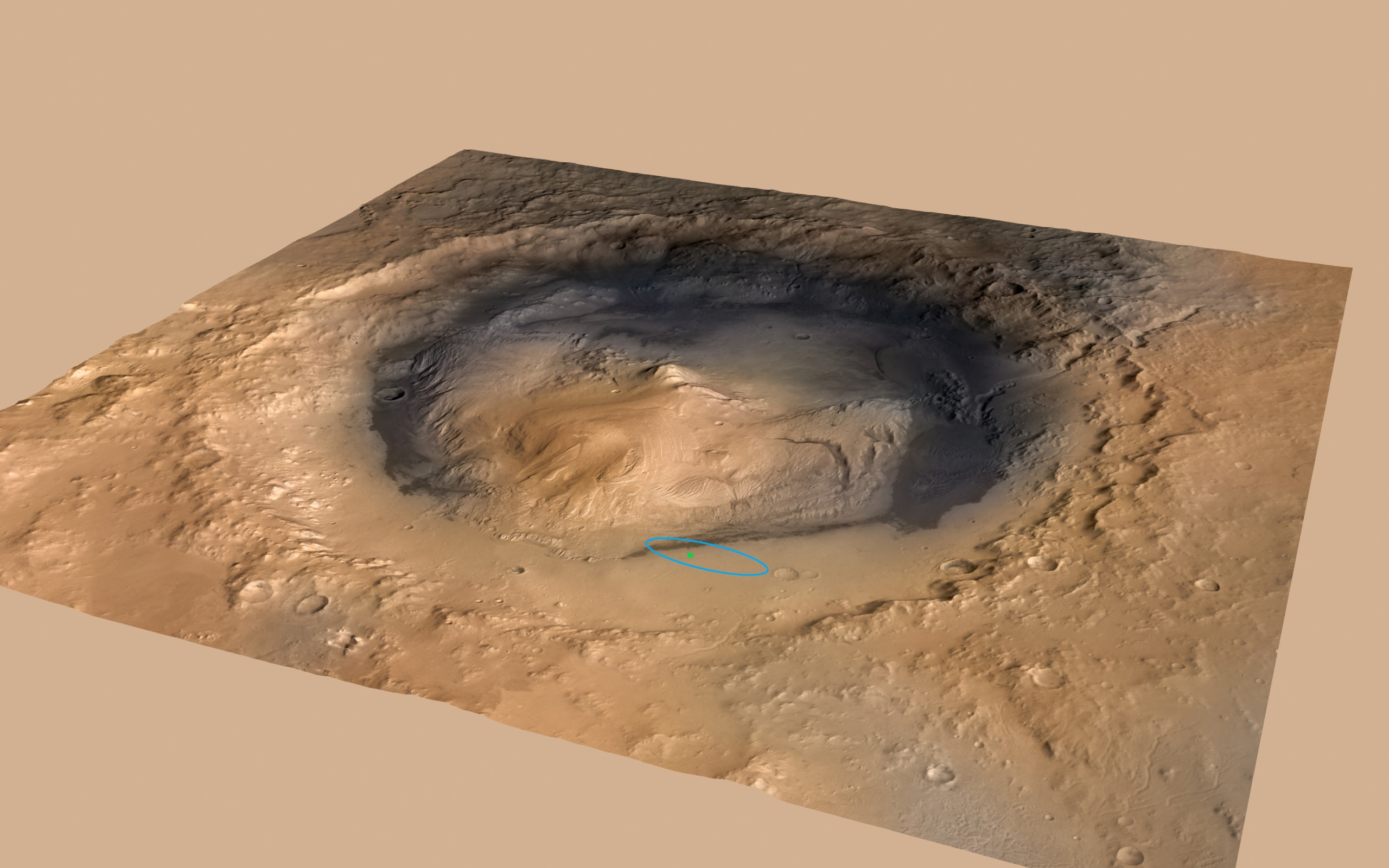
3D-модель кратера